# White Ladies Aston
White Ladies Aston est une localité anglaise située dans le comté du Worcestershire.